# Richard Freed
Richard Donald Freed (Chicago, 27 de diciembre de 1928 - Rockville, 1 de enero de 2022) fue un crítico musical, comentarista de programas y administrador estadounidense. Se destacó por las notas del programa de conciertos que escribió para varias orquestas y conjuntos en Estados Unidos.

## Primeros años
Freed nació en Chicago el 27 de diciembre de 1928. Su padre emigró a los Estados Unidos desde Rusia y tenía una tienda de muebles; su madre era ama de casa. Se crio en Tulsa, Oklahoma, donde leyó sobre música y discos con el catálogo Victor de 1941 como libro de cabecera. Estudió en la Universidad de Chicago, donde recibió su título de Licenciado en Filosofía en 1947. Freed trabajó primero como editor colaborador en Saturday Review. Luego pasó a ser asistente de dirección de Irving Kolodin de 1962 a 1963, y dos años más tarde como crítico de The New York Times y The Audio Beat.

## Carrera
Fue asistente del director de la Escuela de Música Eastman de la Universidad de Rochester (1966–1970) y director de relaciones públicas de la Orquesta Sinfónica de St. Louis (1971–1972). Fue director ejecutivo de la Asociación de Críticos de Música de América del Norte (MCANA) de 1974 a 1990 y se desempeñó como editor colaborador de Stereo Review (desde 1973), como crítico discográfico para The Washington Star (1972-1975) y The Washington Post (1976–1984), locutor de radio de los conciertos de la Orquesta Sinfónica de St. Louis y Baltimore, y comentarista de programas para esas orquestas, así como para la Orquesta Sinfónica de Houston, la Orquesta Sinfónica Nacional y la Orquesta de Filadelfia. Recibió dos Premios ASCAP Deems Taylor por sus anotaciones en conciertos y discos, y un Premio Grammy por este último y como asesor del director musical de la Orquesta Sinfónica Nacional.
Como autor de varios artículos y reseñas para periódicos y revistas, escribió e interpretó muchas grabaciones históricas para el Instituto Smithsoniano. Recibió el Premio de la Sociedad Estadounidense de Compositores, Autores y Editores, el Premio Richard Rodgers de la Fundación ASCAP, el Premio Deems Taylor por su concierto y notas discográficas. Fue nominado a un premio Grammy a las mejores notas de álbum en 1986 y ganó en 1995 el premio Grammy al mejor álbum histórico. En su calidad de exdirector ejecutivo e historiador no oficial de MCANA, posteriormente donó varios elementos históricos importantes a la organización. Además de numerosos documentos que son invaluables para proporcionar la historia temprana de la MCANA, una serie de cintas de carrete de un simposio público titulado "Crítica musical en la prensa estadounidense" que fue presentado por la MCA (como se la conocía entonces) en el Kennedy Center en marzo de 1987 están incluidos.

## Vida personal
Freed estuvo casado con Louise Kono durante 63 años hasta su muerte. Juntos, tuvieron una hija (Erica). Murió el 1 de enero de 2022 en su casa de Rockville, Maryland. Tenía 93 años y sufrió un infarto antes de su muerte.

## Obras
- Mayo de 1963: El Consejo Nacional de la Música ha formado un Comité del Servicio de Grabación. Su artículo en The Gramophone, brevemente, la reseña del comité.[12]
- 25 de febrero de 1967: Reseña de algunas grabaciones recientes de Strauss, "Vintage Strauss", Saturday Review.[13]
- 1982: Obras maestras, 11–13. Edición, Sociedad Internacional Alban Berg, Universidad de Virginia.[14]
- 29 de julio de 1984: escribió "Igor Stravinsky and Friends" en The Washington Post.[15]
- 24 de junio de 1990: escribió un artículo Kubelik en Prague — and in the Catalogue.[16]